# Línea N13 (EMT Madrid)
La línea N13 de la empresa municipal de autobuses de Madrid es una línea nocturna que conecta la Plaza de Cibeles con San Cristóbal. Realiza un recorrido similar al de las líneas 102 (entre Atocha y Méndez Álvaro), 148 (entre Méndez Álvaro y Legazpi), 59 (entre Legazpi y San Cristóbal) y 23 (en su desvío por El Espinillo)

## Características
La línea, al igual que todas las líneas nocturnas de Madrid de la red de búhos, empieza su camino en la plaza de Cibeles y sus horarios de salida de la misma coinciden con los de otras líneas para permitir el transbordo. Esta línea circula hasta San Cristóbal. 
La primitiva línea N13 fue creada en mayo de 1994 en la ampliación de 11 a 20 líneas de la red nocturna de la ciudad, con el recorrido Plaza de Cibeles-Carabanchel Bajo, con un recorrido similar a la actual línea N16. La entonces línea N10 Plaza de Cibeles-Colonia San Cristóbal de los Ángeles realizaba el recorrido actual de la N13 sin pasar por Méndez Álvaro y teniendo un recorrido en ambos sentidos en el barrio de Villaverde Bajo.
Adoptó su actual recorrido y cabeceras en octubre de 2002 con la ampliación de la red nocturna de 20 a 24 líneas. 
Desde su anterior denominación de N10 en 1994 hasta mayo de 2017 la línea circulaba por el Paseo de las Delicias y la calle Batalla del Salado, hasta que fue modificado su recorrido para prestar servicio al barrio del Planetario, pasando previamente por Méndez Álvaro.

## Horarios
| Domingos a jueves y festivos           |                         |                         |                         |                         |                         |                         |                         |                         |                         |                         |                         |                         |                         |                         |                         |
| Cibeles > San Cristóbal                | Cibeles > San Cristóbal | Cibeles > San Cristóbal | Cibeles > San Cristóbal | Cibeles > San Cristóbal | Cibeles > San Cristóbal | Cibeles > San Cristóbal | Cibeles > San Cristóbal | San Cristóbal > Cibeles | San Cristóbal > Cibeles | San Cristóbal > Cibeles | San Cristóbal > Cibeles | San Cristóbal > Cibeles | San Cristóbal > Cibeles | San Cristóbal > Cibeles | San Cristóbal > Cibeles |
| 00                                     | 01                      | 02                      | 03                      | 04                      | 05                      | 06                      | 07                      | 23                      | 00                      | 01                      | 02                      | 03                      | 04                      | 05                      | 06                      |
| 00 35                                  | 10 45                   | 20 55                   | 30                      | 05 40                   | 15                      |                         |                         | 40                      | 15 50                   | 25                      | 00 35                   | 10 45                   | 20                      | 00 45                   |                         |
| Viernes, sábados y vísperas de festivo |                         |                         |                         |                         |                         |                         |                         |                         |                         |                         |                         |                         |                         |                         |                         |
| Cibeles > San Cristóbal                | Cibeles > San Cristóbal | Cibeles > San Cristóbal | Cibeles > San Cristóbal | Cibeles > San Cristóbal | Cibeles > San Cristóbal | Cibeles > San Cristóbal | Cibeles > San Cristóbal | San Cristóbal > Cibeles | San Cristóbal > Cibeles | San Cristóbal > Cibeles | San Cristóbal > Cibeles | San Cristóbal > Cibeles | San Cristóbal > Cibeles | San Cristóbal > Cibeles | San Cristóbal > Cibeles |
| 00                                     | 01                      | 02                      | 03                      | 04                      | 05                      | 06                      | 07                      | 23                      | 00                      | 01                      | 02                      | 03                      | 04                      | 05                      | 06                      |
| 00 20 40 55                            | 10 25 40 55             | 10 25 40 55             | 10 25 40 55             | 10 25 40 55             | 10 25 45                | 15                      | 00                      | 30 55                   | 10 30 50                | 05 20 35 50             | 05 20 35 50             | 05 20 35 50             | 05 20 35 50             | 10 30 50                | 15                      |
| Sólo sábados y vísperas de festivo     |                         |                         |                         |                         |                         |                         |                         |                         |                         |                         |                         |                         |                         |                         |                         |

## Recorrido y paradas

### Sentido San Cristóbal
| Código | Denominación EMT                         | Denominación completa                | Ubicación                               | Líneas de la parada                                                                        | Metro / Cercanías      | Otros |
| ------ | ---------------------------------------- | ------------------------------------ | --------------------------------------- | ------------------------------------------------------------------------------------------ | ---------------------- | --- |
| 76     | Banco de España                          | Pº Prado-Banco de España             | Paseo del Prado Nº2                     | 14 27 37 45 001 C03 N13 N14                                                                | Banco de España        | Líneas N1, N2, N3, N4, N5, N6, N7, N8, N9, N10, N11, N12, N14, N15, N16, N17, N18, N19, N20, N21, N22, N23, N24, N25, N26 y Exprés Aeropuerto (N27) |
| 77     | Neptuno                                  | Pza.Cánovas del Castillo             | Calle de Cervantes Nº44                 | 10 14 27 34 37 45 001 C03 N9 N10 N11 N12 N13 N14 N15 N17 N25 N26                           |                        | |
| 79     | Museo del Prado-Jardín Botánico          | Pº Prado-Pza.Platería Mtnez.         | Paseo del Prado Nº22                    | 10 14 27 34 37 45 001 C03 N9 N10 N11 N12 N13 N14 N15 N17 N25 N26                           |                        | |
| 81     | Prado-Atocha                             | Pº Prado-Atocha                      | Paseo del Prado Nº48                    | 10 14 27 34 37 45 001 C03 E1 N9 N10 N11 N12 N13 N14 N15 N17 N25 N26                        | Estación del Arte      | N801 N805 N806 N807 |
| 1401   | Estación de Atocha                       | Av.Cdad.Barcelona-Estación Atocha    | Avenida de la Ciudad de Barcelona Nº2   | 10 14 26 32 37 C2 N9 N10 N11 N13 N25                                                       | Atocha                 | NC1 NC2 N802 N803 N804 |
| 5160   | Metro Menéndez Pelayo                    | Comercio Nº 2                        | Calle del Comercio Nº2                  | 102 152 N11 N13                                                                            | Menéndez Pelayo        | |
| 3913   | Amanecer en Méndez Álvaro                | Plaza Amanecer en Méndez Álvaro      | Calle de Méndez Álvaro Nº40             | 102 152 N11 N13                                                                            |                        | |
| 1967   | Méndez Álvaro-REPSOL                     | Méndez Álvaro-Meneses                | Calle de Méndez Álvaro Nº54             | 8 102 152 N11 N13                                                                          |                        | |
| 1969   | Metro Méndez Álvaro                      | Méndez Álvaro-Pedro Bosch            | Calle de Méndez Álvaro Nº64             | 102 152 N11 N13                                                                            | Méndez Álvaro          | |
| 3366   | Tierno Galván-Planetario                 | Av.Planetario-Parque E.Tierno Galván | Avenida del Planetario Nº12             | 148 156 N13                                                                                |                        | |
| 3360   | Nudo Sur                                 | Av.Planetario-Embajadores            | Avenida del Planetario Nº34             | 148 156 N13                                                                                |                        | |
| 5512   | Plaza de Italia                          | Paseo del Molino-Embajadores         | Paseo del Molino Nº19                   | 62 148 156 N13                                                                             |                        | |
| 2916   | Legazpi                                  | PºMolino-Pza.Legazpi                 | Paseo del Molino Nº3                    | 62 148 156 180 423 N13 T32                                                                 | Legazpi                | N12 |
| 5718   | Glorieta de Cádiz                        | Avda. Córdoba-Gta.Cádiz              | Avenida de Córdoba Nº2                  | 18 22 59 76 79 85 86 411 421 422 424 426 447 448 N13 N14 N401 N402                         |                        | |
| 5719   | Almendrales                              | Av.Córdoba-Piedrabuena               | Avenida de Córdoba Nº21                 | 18 22 59 76 79 85 86 N13 N14                                                               | Almendrales            | |
| 5720   | Avenida de Córdoba                       | Av.Córdoba-Tomelloso                 | Avenida de Córdoba Nº27                 | 18 22 59 76 79 85 86 N13 N14                                                               |                        | |
| 1132   | Hospital 12 de Octubre                   | Av. Córdoba-Hospital 12 de Octubre   | Avenida de Córdoba Nº49                 | 18 22 59 76 79 85 86 411 421 422 423 424 426 429 447 448 N13 N14 N401 N402 VAC-158 VAC-231 | Hospital 12 de Octubre | N15 |
| 1135   | San Fermín-Orcasur                       | Av.Andalucía-Av.Poblados             | Avenida de Andalucía S/Nº               | 18 22 59 79 85 86 411 421 422 424 447 448 N13 N14 N401 N402                                | San Fermín-Orcasur     | |
| 1137   | Avenida de Andalucía-Avenida los Rosales | Av.Andalucía-Av.Los Rosales          | Avenida de Andalucía Nº32               | 18 22 59 79 85 86 N13 N14                                                                  |                        | |
| 3195   | Orovilla-Generosidad                     | Av.Orovilla-Generosidad              | Avenida Orovilla Nº48                   | 123 N13                                                                                    |                        | |
| 3413   | Orovilla-Dulzura                         | Avda.Orovilla-Dulzura                | Avenida Orovilla Nº62                   | 23 N13                                                                                     |                        | |
| 3414   | Villafuerte                              | Villafuerte-Ctra. Villaverde         | Calle Villafuerte Nº23                  | 23 N13                                                                                     |                        | |
| 1794   | Carretera de Vallecas-Sáhara             | Ctra. Villaverde a Vallecas-Sáhara   | Carretera de Villaverde a Vallecas Nº10 | 23 123 130 N13                                                                             |                        | |
| 1176   | Villaverde Cruce                         | Av.Andalucía-Alcocer                 | Avenida de Andalucía Nº38               | 59 79 N13                                                                                  | Villaverde Bajo-Cruce  | N403 |
| 1178   | María Droc-San Dalmacio                  | María Droc-San Dalmacio              | Paseo de María Droc Nº2                 | 59 79 N13                                                                                  | San Cristóbal          | |
| 1179   | Burjasot                                 | Burjasot-Beniferri                   | Calle Burjasot Nº4                      | 59 79 N13                                                                                  |                        | |
| 1180   | San Cristóbal                            | Godella Nº70                         | Calle Godella Nº70                      | 59 79 N13                                                                                  |                        | |

### Sentido Plaza de Cibeles
| Código | Denominación EMT                         | Denominación completa                  | Ubicación                             | Líneas de la parada                                                                        | Metro / Cercanías      | Otros |
| ------ | ---------------------------------------- | -------------------------------------- | ------------------------------------- | ------------------------------------------------------------------------------------------ | ---------------------- | --- |
| 1180   | San Cristóbal                            | Godella Nº70                           | Calle Godella Nº70                    | 59 79 N13                                                                                  |                        | |
| 1180   | Rocafort-Moncada                         | Rocafort-Moncada                       | Calle Rocafort S/Nº                   | 59 79 N13                                                                                  | San Cristóbal          | |
| 1177   | Villaverde Cruce                         | Av.Andalucía-Dulzura                   | Avenida de Andalucía Nº38             | 59 79 N13                                                                                  | Villaverde Bajo-Cruce  | N403 |
| 1440   | Martínez Seco-Villaverde Cruce           | J.José Mtnez.Seco-E.Macarena           | Calle de Juan José Martínez Seco Nº4  | 85 123 411 N13                                                                             |                        | |
| 1444   | Martínez Seco-Diamante                   | J.José Mtnez.Seco-Diamante             | Calle de Juan José Martínez Seco Nº60 | 85 123 411 N13                                                                             |                        | |
| 1446   | Campos Ibáñez-Martínez Seco              | Campos Ibáñez-J.José Mtnez.Seco        | Calle Campos Ibáñez Nº6               | 85 123 N13                                                                                 |                        | |
| 1446   | Pilar Lorengar-Andrea Jordán             | Pilar Lorengar-Andrea Jordán           | Calle de Pilar Lorengar Nº9           | N13                                                                                        |                        | |
| 3415   | Villafuerte                              | Villafuerte-Crta.Villaverde a Vallecas | Calle Villafuerte Nº2                 | 23 N13                                                                                     |                        | |
| 3200   | Orovilla-Dulzura                         | Av.Orovilla-Dulzura                    | Avenida Orovilla Nº55                 | 23 123 N13                                                                                 |                        | |
| 3196   | Orovilla-Generosidad                     | Av.Orovilla-Generosidad                | Avenida Orovilla Nº49                 | 123 N13                                                                                    |                        | |
| 4728   | Avenida de Andalucía-Centro Comercial    | Avda. Andalucía-Unanimidad             | Avenida de Andalucía Nº38             | 18 86 N13 N14                                                                              |                        | |
| 1138   | Avenida de Andalucía-Avenida los Rosales | Av.Andalucía-Av.Los Rosales            | Avenida de Andalucía S/Nº             | 18 22 59 79 85 86 N13 N14                                                                  |                        | |
| 1136   | San Fermín-Orcasur                       | Av.Andalucía-Oteiza                    | Avenida de Andalucía Nº9              | 18 22 59 79 85 86 411 421 422 424 447 448 N13 N14 N401 N402                                | San Fermín-Orcasur     | |
| 1134   | Avenida de Andalucía-San Fermín          | Av.Andalucía-Mezquita                  | Avenida de Andalucía Nº20             | 18 22 59 76 79 85 86 411 N13 N14 N15                                                       |                        | |
| 5380   | Hospital 12 Octubre                      | Av.Córdoba-Hospital 12 de Octubre      | Avenida de Córdoba Nº49               | 18 22 59 76 79 85 86 411 421 422 423 424 426 429 447 448 N13 N14 N401 N402 VAC-158 VAC-231 | Hospital 12 de Octubre | N15 |
| 5702   | Avenida de Córdoba                       | Avda.Córdoba Nº27                      | Avenida de Córdoba Nº25               | 18 22 59 76 79 85 86 N13 N14                                                               |                        | |
| 5703   | Almendrales                              | Av.Córdoba Nº19                        | Avenida de Córdoba Nº15               | 18 22 59 76 79 85 86 N13 N14                                                               | Almendrales            | |
| 5704   | Glorieta de Cádiz                        | Avda. Córdoba-Antonio López            | Avenida de Córdoba Nº3                | 18 22 59 76 79 85 86 411 421 422 424 426 447 448 N13 N14 N401 N402                         |                        | |
| 3201   | Legazpi-Paseo del Molino                 | Paseo del Molino-Plaza Legazpi         | Paseo del Molino Nº2                  | 62 148 423 N13                                                                             | Legazpi                | N12 |
| 5054   | Plaza de Italia                          | Pº Molino-Embajadores                  | Paseo del Molino Nº8                  | 62 148 156 N13                                                                             |                        | |
| 3359   | Nudo Sur                                 | Av.Planetario-Embajadores              | Avenida del Planetario S/Nº           | 148 156 N13                                                                                |                        | |
| 3365   | Tierno Galván-Planetario                 | Av. Planetario-Meneses                 | Avenida del Planetario Nº13           | 148 156 N13                                                                                |                        | |
| 1970   | Metro Méndez Álvaro                      | Méndez Álvaro-Pedro Bosch              | Calle de Méndez Álvaro Nº64           | 8 102 152 N11 N13                                                                          | Méndez Álvaro          | |
| 1968   | Méndez Álvaro-REPSOL                     | Méndez Álvaro Nº57                     | Calle de Méndez Álvaro Nº57           | 8 102 152 N11 N13                                                                          |                        | |
| 1971   | Amanecer en Méndez Álvaro                | Méndez Álvaro-Comercio                 | Calle de Méndez Álvaro Nº33           | 8 102 152 N11 N13                                                                          |                        | |
| 5221   | Méndez Álvaro-Áncora                     | Méndez Álvaro-Áncora                   | Calle de Méndez Álvaro Nº22           | 102 N11 N13                                                                                |                        | |
| 5222   | Méndez Álvaro-Estación de Atocha         | Méndez Álvaro-Murcia                   | Calle de Méndez Álvaro Nº14           | N11 N13                                                                                    | Atocha                 | |
| 82     | Prado-Atocha                             | Pº Prado-Atocha                        | Paseo del Prado S/Nº                  | 10 14 27 34 37 45 001 C03 E1 N9 N10 N11 N12 N13 N14 N15 N17 N25 N26                        | Estación del Arte      | NC1 NC2 N801 N802 N803 N804 N805 N806 N807 |
| 5511   | Museo del Prado-Jardín Botánico          | Pº Prado-Pza.Murillo                   | Paseo del Prado Nº22                  | 10 14 27 34 37 45 001 C03 N9 N10 N11 N12 N13 N14 N15 N17 N25 N26                           |                        | |
| 78     | Neptuno                                  | Pza.Cánovas del Castillo               | Plaza de Cánovas del Castillo Nº2     | 10 14 27 34 37 45 001 C03 N9 N10 N11 N12 N13 N14 N15 N17 N25 N26                           |                        | |
| 76     | Banco de España                          | Pº Prado-Banco de España               | Paseo del Prado Nº2                   | 14 27 37 45 001 C03 N13 N14                                                                | Banco de España        | Líneas N1, N2, N3, N4, N5, N6, N7, N8, N9, N10, N11, N12, N14, N15, N16, N17, N18, N19, N20, N21, N22, N23, N24, N25, N26 y Exprés Aeropuerto (N27) |

## Galería de imágenes

Mapa zonal de la estación de Almendrales con las líneas de autobuses que pasan por ella, entre las que se encuentra la línea N13.